# Tarerach
Tarerach település Franciaországban, Pyrénées-Orientales megyében. Lakosainak száma 43 fő (2022. január 1.). Tarerach Trévillach, Rodès, Arboussols és Campoussy községekkel határos.

## Népesség
A település népessége az elmúlt években az alábbi módon változott:
| Lakosok száma | 55   | 53   | 51   | 46   | 45   | 43   | 45   | 44   | 43   |
|               | 2013 | 2015 | 2016 | 2017 | 2018 | 2019 | 2020 | 2021 | 2022 |